# Saint-Denis-lès-Bourg
Saint-Denis-lès-Bourg – miejscowość i gmina we Francji, w regionie Owernia-Rodan-Alpy, w departamencie Ain.

## Nazwa
Nazwa miejscowości pochodzi od imienia św. Dionizego.

## Demografia
Według danych na styczeń 2012 roku gminę zamieszkiwało 5695 osób, a gęstość zaludnienia wynosiła 452,7 osób/km².

## Współpraca
- Schutterwald, Niemcy
- Redea, Rumunia
- Shantivanam, Indie